# ديكربونات

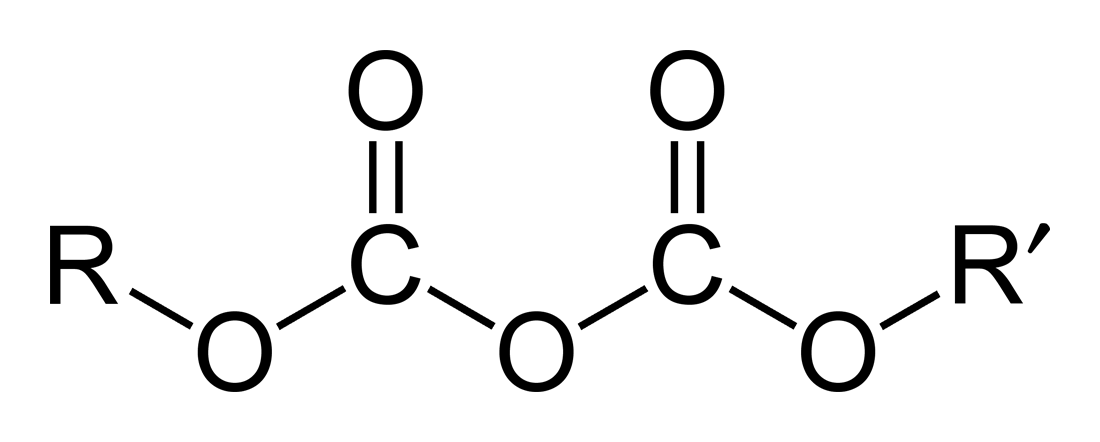
الهيكل العام للديكربونات.

الديكربونات (بالإنجليزية: Dicarbonate)‏ في الكيمياء العضوية ، وهو مركب ثنائي الكربونات، عبارة عن مركب ثنائي التكافؤ يحتوي على [−O−(C=O)−O−(C=O)−O−] أو C2O5C2O5 مجموعة وظيفية، تتكون من مجموعتين من الكربونات تتشارك في ذرة أكسجين. يمكن النظر إلى هذه المركبات على أنها أسترات مزدوجة من حمض ثنائي الفوسفات الافتراضي H2C2O5 أو HO−(C=O)−O−(C=O)−OH. وهناك مثالان هامان هما ثنائي ميثيل ثنائي كربونات HH2C2O5H2C2O5 أو HO−(C=O)−O−(C=O)−OH،وثنائي ميثيل ثنائي الكربونات H3C−C2O5−CH3، وثنائي ديكربونات البيوتيل H3C−)3C−C2O5−C(−CH3)3). وهو واحد من أنيونات الأوكوكربون، التي تتكون فقط من الأكسجين والكربون. من الواضح أن أملاح الديكاربون غير مستقرة ولكن قد يكون لها وجود عابر في حلول الكربونات.